# Семеновское (Даниловский район)
Семеновское — село в Даниловском районе Ярославской области. Входит в состав Середского сельского поселения, относится к Трофимовскому сельскому округу.

## География
Расположено на берегу реки Озерица в 26 км на юго-запад от центра поселения села Середа и в 44 км на юг от райцентра города Данилова.

## История
Церковь в селе была построена в 1799 году. Престолов было два: Успения Божьей Матери, Святого Апостола и Евангелиста Иоанна Богослова. 
В конце XIX — начале XX века село входило в состав Богородской волости Даниловского уезда Ярославской губернии.
С 1929 года село входило в состав Телицинского сельсовета Даниловского района, в 1944 — 1959 годах — в составе Середского района, с 1954 года — в составе Трофимовского сельсовета, с 2005 года — в составе Середского сельского поселения.

## Население
| 1859 | 1914 | 2002 | 2007 | 2010 |
| ---- | ---- | ---- | ---- | ---- |
| 86   | ↗96  | ↘4   | ↗5   | ↘4   |